# Clorură de nichel (II)
Clorura de nichel (II) este sarea nichelului divalent cu acidul clorhidric și are formula  NiCl2. Sarea anhidră este galbenă, iar sarea hexahidratată, mai comună, cu formula NiCl2·6H2O, este verde. Poate fi considerată a fi cea mai importantă sursă de cationi de nichel în sinteza chimică. Clorurile de nichel sunt delicvescente, absorbind apa din atmosferă pentru a forma o soluție. 

## Proprietăți chimice

### Formarea de complecși
Clorura de nichel hexahidratată poate fi folosită ca punct de plecare pentru obținerea unei multitudini de complecși coordinativi ai nichelului, întrucât apa ca ligand este ușor înlocuită din structura sa de către alți liganzi, precum amoniac, amine, tioeteri, tiolați și organofosfine. Exemple includ: [Ni(NH3)6]Cl2 (clorura de hexaamminnichel (II) ), [Ni(en)3]2+ (cationul trisetilendiamminnichel (II) ), [NiCl4]2− (anionul tetracloronichelat (II) ).